# Краснококшайская улица
Краснококшайская улица (тат. Краснококшайск урамы, Krasnokokşaysk uramı, тат. Кызыл Какшай урамы, Qızıl Kakşay uramı) — улица в исторических районах Ягодная слобода и Пороховая слобода Кировского района Казани. Названа в честь города Краснококшайска (ныне Йошкар-Ола).

## География
Начинаясь от пересечения с улицами Гладилова, Несмелова и Пролетарская, пересекается с улицами Табейкина, Шоссейная, Большая Крыловка, Энгельса, Ягодинская, Алафузова, Поперечно-Базарная, Межевой переулок, Бородина, Низовая, Деловая, Галимджана Баруди и заканчивается перекрёстком с улицами Чкалова и Степана Халтурина, дорога продолжается как улица Фрунзе; затем продолжается в квартале № 51а, соединяя улицы Фабричная и Кулахметова; заканчивается коротким участком внутри квартала № 50. Ранее пересекалась с улицами Поперечно-Краснококшайская, Лебяжья, Окольная и Восстания.

## История
Улица возникла как Царёвококшайская улица не позднее последней четверти XIX века и административно относилась к 6-й части города. На ранних планах её начало показано от Ягодинского моста; на планах начала XX века она начианалась от переулка Кокуй. Протоколом комиссии Казгорсовета по наименованию улиц от 2 ноября 1927 года переименована в Краснококшайскую улицу и объединена с улицами Большой Кокуй (между современными улицами Гладилова и Шоссейная) и Рабочей Молодёжи (бывшая Царёвококшайская, или Мечетная улица Пороховой слободы).
На 1939 год на улице имелось свыше 200 домовладений: № 3-205/36 по нечётной стороне и № 2/12-276/38 и 298/44 по чётной, находясь на первом месте среди улиц Казани по этому показателю.
Застройка улицы многоэтажными жилыми домами началась в 1950-е — 1960-е годы в средней части улицы, в результате каковой ко второй половине 1970-х улица разделилась на не связанные друг с другом участки. Значительная часть малоэтажной застройки была снесена во второй половине 1990-х и 2000-х годах, в рамках программы ликвидации ветхого жилья и во время строительства совмещённого участка Большого и Малого казанских колец (начальная часть улицы стала частью последних в 2009 году). Зимой 2009—2010 годов у остановки «Шоссейная» был сооружён подземный пешеходный переход через улицу.
В 2011 году была построена новая дорога, соединяющая пересечение улиц Фрунзе и Краснококшайская с улицами Большая Крыловка и Мулланура Вахитова; дома вдоль этой дороги имеют адресацию по Краснококшайской улице.
В первые годы советской власти административно относилась к 6-й части города; после введения в городе деления на административные районы относилась к Заречному (с 1931 года Пролетарскому, с 1935 года Кировскому) району.

## Примечательные объекты
- № б/н — мурал «Империализм 2.0».[25]
- № 16, 60 (снесён) — жилые дома кожобъединения.[26][4]
- № 36 (снесено) — в этом здании располагались Татарская республиканская производственная лаборатория, а также ветеринарная поликлиника Кировского района; во время немецко-советской войны на её территорию была эвакуирована Днепропетровская биофабрика № 2.[27][28][29]
- № 39/20 — мечеть Ягодной слободы.
- №№ 41/21, 64, 71/9, 75а, 84/11, 84а, 86/12, 92, 160/2 — жилые дома льнокомбината[тат.].[30][31][32]
  - № 71/9 — в этом доме располагался подчинённый льнокомбинату детский сад № 111.[33]
- № 83 — жилой дом порохового завода.[34]
- № 84, 84а, б, в — дома жилого комплекса «Евразия».[35]
- № 85 (снесён) — жилой дом ПО «Татмебель».[36]
- № 86а — жилой дом швейной фабрики № 5.[37]
- № 94 — жилой дом завода «Металлист».[31]
- №№ 125, 154, 158, 162 — жилые дома НИИ химических продуктов.[34][38]
  - № 154 — бывшее общежитие НИИ химических продуктов.[28]
- № 156 — в этом здании в 196?-1998 располагался детский сад № 249 «Ивушка» льнокомбината[27] В 1998 году здание было передано турецкому джамаату «Сулейманджылар», который организовал в здании пансион «Ак умут» для мальчиков, он был закрыт в 2014 году по причине нарушения санитарно-гигиенических норм проживания детей, а позже его деятельность была признана экстремистской.[39][40] С 2014 года — в здании действует просветительский центр им. Ахматхади Максуди. Зарегистрированная по тому же адресу, и по некоторым данным связанная[41] с этим просветительским центром организация «Возрождение-Магрифат» была замешана в организации подпольного медресе, которым также управляли члены «Сулейманджылар».[41][42]
- № 174 ― жилой дом завода «Тасма».[43]
- № 176 ― жилой дом вертолётного завода.[44]
- № 178 — школа № 70.[45]

## Транспорт
На улице расположены несколько остановок общественного транспорта: «Шоссейная» (автобус, трамвай), «Поперечно-Базарная» (автобус, троллейбус, на новой трассе улицы), «Краснококшайская» (автобус, троллейбус) и «Степана Халтурина» (автобус, троллейбус).
Движение трамваев (маршрут № 5) по улице началось по участку между улицами Карла Либкнехта и Табейкина началось в 1930 году и продолжалось, по разным источникам до 1937 или 1950-х годов. Вновь трамвай вернулся на улицу после строительства совмещённого участка Большого и Малого казанских колец; по небольшому участку от её начала до пересечения с Большой Крыловкой начал следовать маршрут № 9 (с 2013 года № 1). Позже к нему добавились маршруты № 14 (в 2012 году заменён кольцевым № 5, в 2020 году к нему добавился встречный № 5а), 7 (с 2022 года).
В 2012 году было открыто троллейбусное движение по улице; через неё стал проходить маршрут троллейбуса № 1.